# 마리아 팰머

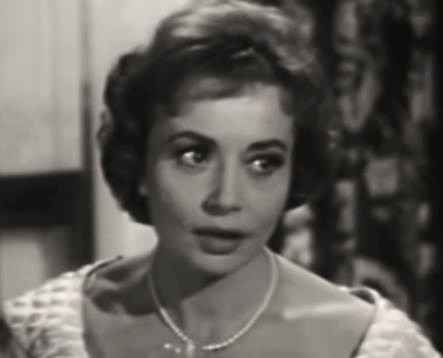

마리아 팰머(Maria Palmer, 1917년 9월 5일 ~ 1981년 9월 6일)는 미국의 배우, 연극 배우, 영화배우이다.
빈에서 태어났으며 로스앤젤레스에서 사망하였다. 사인은 암이다. 포리스트 론 메모리얼 파크에 매장되었다.

## 영화
- 더 이블 오브 프랑켄슈타인 (1964년)
- 페리 메이슨 (1957년)
- 록키 존스, 스페이스 레인저 (1954년)
- 바이 더 라이트 오브 더 실버리 문 (1953년)
- 진실한 사랑 (1947년)
- 기차 위의 여인 (1945년)
- 영광의 나날 (1944년)